# Type 69 RPG
Type 69 RPG kineska je kopija mnogo poznatijeg sovjetskog raketnog bacača RPG-7. Proizvodi ga kineska tvornica Norinco te je prvi put predstavljen ranih 1970-ih godina. Type 69 RPG služi kao anti-tenkovsko oružje te je u službi Kineske Crvene Armije. Ususret zahtjevima modernog bojišta, tokom 1980-ih i 90-ih razvijene su nove vrste granata.

## Povijest
Skraćenica u nazivu RPG u doslovnom prijevodu znači "bacač granata na raketni pogon" (eng. rocket propelled grenade). 
Type 69 RPG, kao i njegov prethodnik RPG-7 jedno je od najpopularnijih pješačkih protutenkovskih i glavnih oružja podrške u svijetu. Ovaj bacač granata odlikuju robusnost, niska cijena, jednostavnost za korištenje te učinkovitist. Od Afganistana do Somalije, od Čečenije do Angole, ovo oružje se veoma svidjelo mnogim pješadijama i gerilcima širom svijeta.
Podrijetlo RPG-a može se pratiti unatrag, u vrijeme Drugog svjetskog rata i njemačkog Panzerfausta. Na temelju njega sovjeti su razvili niz bacača granata. Među njima najuspješniji je bio RPG-7, kojeg je prva počela koristiti sovjetska Crvena armija 1961. Od tada, oružje je ušlo u uporabu u preko 40 državnih vojski, te se kopira u mnogim zemljama, uključujući Albaniju, Alžir, Bangladeš, Bugarsku, Estoniju, Irak, Iran, Kambodžu, Latviju, Litvu, Maltu, Mijanmar, NR Kinu, Pakistan, Rumunjsku, Sjevernu Koreju, Šri Lanku i Vijetnam.

## Proizvodnja
Kina je prvi RPG-2 85mm protutenkovski RPG dobila 1950-ih te je počela izrađivati svoje kopije tokom 1957. pod oznakom Type 56. Međutim, brzi razvoj nove generacije borbenih tenkova ranih 1960-ih stvorio je novu opasnost Kineskoj Crvenoj armiji. Opravdani strah dokazan je 1969. tijekom Sinajsko-sovjetskog graničnog sukoba. Budući da Type 56 nije mogao uništiti oklop novoj generaciji sovjetskih tenkova T-62, Kineskoj armiji je očajnički bilo potrebno novo anti-tenkovsko oružje koje bi zamijenilo stari Type 56.
Reverzni inženjering na sovjetskom RPG-7 počinje ranih 1960-ih dok su demonstracije o mogućnostima novoga raketnog bacača izvršene 1964. Kineska kopija Type 69 RPG dobila je dizajnerski certifikat 1970. U službenu upotrebu kineske vojske ulazi sredinom 1970-ih, te 1979. sudjeluje Sinajsko-vijetnamskom graničnom sukobu kako bi osigurao vatrenu potporu kineskim vojnicima. Njegove mogućnosti bile su vrlo hvaljene od strana kineskih trupa.

## Status
Proizvodnja bacača granata Type 69 RPG zaustavljena je sredinom 1980-ih. Kao oružje postaje manje učinkovito u modernom bojištu, tako da se Type 69 RPG postupno zamjenjuje s PF-89 80mm protutenkovskim bacačem granata, FHJ-84 twin 62mm raketnim bacačem te 35mm automatskim bacačem granata.
Također, proizvodi se i poboljšana verzija Type 69 raketnog bacača - Type 69-I.

## Korištenje u Kineskoj Crvenoj armiji
U Kineskoj Crvenoj armiji pješački vod koji koristi Type 69 RPG sastoji se od četiri člana. Dva člana su operateri gdje svaki prenosi po jedan granatni bacač i tri granate. Tu su također i dva asistenta operaterima gdje svaki prenosi po tri granate. U konačnici takav vod je opremljen s dva bacača i 12 granata. 
Laganije pješadije razmještene na planinama i džungli u južnoj Kini, za ovaj raketni bacač koriste posebno napravljene granate za to područje.
Osim što je s Type 69 RPG-om opremljena Kineska Crvena armija, ovaj bacač granata izvezen je u velikom broju mnogim stranim klijentima, uključujući i Muđahedine u Afganistanu u tajnim suradnjama NR Kine i CIA-e 1980-ih protiv SSSR-a (tokom Afganistansko-sovjetskog rata).

## Karakteristike
Type 69 RPG je protu-tenkovski i protu-pješački raketni bacač, koji se kao i sovjetski RPG stavlja na rame prilikom korištenja. Type 69 opremljen je s optikom koja ima mogućnost infracrvenog noćnog vida koji omogućava dodatnu preciznost prilikom korištenja po noći.
U principu, Type 69 je jeftino te za korištenje jednistavno oružje sa značajnom vatrenom moći. Zbog toga se Type 69 RPG ponekad naziva "džepno topništvo".
Model Type 69-I ima velika poboljšanja, uključujući i kraću lansirnu cijev te mogućnost sklapanja raketnog bacača na dva dijela kada se ne koristi.

## Vrste granata za Type 69 RPG
Iako se dizajn raketnog bacača granata nije značajno promijenio od kada je uveden u vojnu upotrebu prije 40 godina, tijekom godina su razvijene mnoge nove vrste granata kako bi osigurale poboljšane mogućnosti. 
To su:
- Type 69 anti-tenkovska granata (HEAT): osnovna granata za Type 69 uvedena tijekom 1970-ih. Trenutno je u tijeku povlačenje iz upotrebe u kineskoj vojsci. Kratica HEAT u dolsovnom prijevodu znači: "anti-tenkovska granata jake eksplozije" (eng. Hight-Explosive Anti-Tank).
- Type 69-I anti-tenkovska granata (HEAT): standardna anti-tenkovska HEAT granata razvijena za kinesku vojsku 1980-ih. Bojna glava ima značajna poboljšanja od prethodnice.
- Type 69-II anti-tenkovska granata (HEAT): ista kao i Type 69-I HEAT granata, osim što je poboljšana za uništenje modernih oklopnih vozila koja su opremljena s anti-tenkovskom oplatom.
- Type 69-III anti-tenkovska granata (HEAT): ista kao i Type 69-II HEAT granata, osim što je poboljšana u vidu povećanja dometa.
- Type 84 anti-tenkovska granata (HEAT): proizvedena je 1980-ih kao upaljač bojnih glava s mogućnošću da sama eksplodira na velikoj udaljenosti ako zbog vjetra promijeni cilj. Kompatibilna za obje verzije raketnog bacača granata, odnosno za Type 69 i Type 69-I.
- Type 69 75mm Airburst protu-pješačka granata (HE): Stvorena je za protupješačke svrhe. Granata može raspršiti oko 800 protupješačkih čelićnih kuglica u smrtonosnom radijusu od 15 metara.
- HE/HEAT granata: koristi se za protu-oklopnu i protu-pješačku borbu. Granata ima radijus djelovanja preko 20 metara te zadržava svoje protu-tenkovske sposobnosti.
- HEI granata:  protu-pješačka granata napravljena za korištenje u određenim okruženjima poput džungle i planine. Sadrži 900 čelićnih kuglica koje raspršene imaju radijus djelovanja preko 15 metara.
- Protu-tenkovska granata s Tandem bojnom glavom: postojala je procjena da će se koristiti 1990-ih te da može probiti vozila s eksplozivno reaktivnim oklopom. Iako ova granata ne može uništiti većinu modernih vozila, ipak, upaljač na ovoj granati može uništiti laganija vozila kao APC-ove i AFC-ove.
- Iluminacijska granata: opremljena je s malim padobranom te je učinkovita na udaljenosti od 600 metara s kočionim prstenom, odnosno 1500 metara bez njega.

## Korisnici
- Afganistan
- Albanija
- Alžir
- Bangladeš
- Estonija: oružje je skladišteno kao stara zaliha te nije u uporabi.[1]
- Gruzija
- Irak
- Iran
- Kambodža
- NR Kina
- Litva
- Laos
- Latvija
- Malta: oružane snage Malte.
- Maroko
- Mjanmar
- Pakistan
- Rumunjska
- Sijera Leone
- Sjeverna Koreja
- Šri Lanka
- Tajland: Type 69 u malim količinama koristi specijalna vojna pješačka jedinica Thahan Phran.[2]
- Vijetnam